# خیرالدین (تونس)
خیرالدین (به عربی: خیر الدین) یک منطقهٔ مسکونی در تونس است که در استان تونس واقع شده‌است.